# 金曜ドラマ (フジテレビ)
金曜ドラマ（きんようドラマ）は、フジテレビ系列で、2013年10月から2014年3月まで毎週金曜19:57 - 20:54 (JST、以下略) に放送されていた連続ドラマ枠である。

## 概要
フジテレビの2013年10月改編にて、2014年3月の開局55周年へ向けた20時台と深夜枠を中心とした番組の大改革を行い、これまでバラエティ枠としていた金曜20時台において、1996年4月期から半年間放送した『将太の寿司』以来17年ぶりとなる連続のドラマ枠を設ける事にした。これによりゴールデン・プライムタイム・ネオプライムタイム（19 - 23時台）の連続ドラマ枠は日曜を除く毎日に合計7枠となった。
番組の主たる対象はホームドラマや、業界ドラマ、人情もの、サスペンスやミステリーなど、30代 - 40代の大人向けの作品をラインナップさせていた。スタッフによると、19時枠の『ペケ×ポン』、21時枠の2時間枠『金曜プレステージ』とともに、特に大人の視聴者に人気がある事から、レギュラーの強化を図ることを念頭に置き、同時期に始まった裏番組『金曜8時のドラマ』（テレビ東京）と対決するという事で話題となったが、わずか2作品を以って本ドラマ枠を廃枠とすることとなった。後番組はダウンタウン司会の『してみるテレビ!教訓のススメ』が日曜20時台から移動し、半年ぶりにバラエティ枠に戻った。

## 放送作品
- 家族の裏事情（2013年10月25日 - 2013年12月13日、制作著作：共同テレビジョン）[5]
  - 主演：財前直見・沢村一樹（ダブル主演）

- 天誅〜闇の仕置人〜（2014年1月24日 - 2014年3月14日、制作：FCC）[6]
  - 主演：小野ゆり子

## ネット局
| 放送対象地域   | 放送局                  | 系列                           | 放送日時・放送時間   | 備考       |
| -------------- | ----------------------- | ------------------------------ | -------------------- | ---------- |
| 関東広域圏     | フジテレビ(CX)          | フジテレビ系列                 | 金曜日 19:57 - 20:54 | 制作局     |
| 北海道         | 北海道文化放送(UHB)     | フジテレビ系列                 | 金曜日 19:57 - 20:54 | 同時ネット |
| 岩手県         | 岩手めんこいテレビ(mit) | フジテレビ系列                 | 金曜日 19:57 - 20:54 | 同時ネット |
| 宮城県         | 仙台放送(OX)            | フジテレビ系列                 | 金曜日 19:57 - 20:54 | 同時ネット |
| 秋田県         | 秋田テレビ(AKT)         | フジテレビ系列                 | 金曜日 19:57 - 20:54 | 同時ネット |
| 山形県         | さくらんぼテレビ(SAY)   | フジテレビ系列                 | 金曜日 19:57 - 20:54 | 同時ネット |
| 福島県         | 福島テレビ(FTV)         | フジテレビ系列                 | 金曜日 19:57 - 20:54 | 同時ネット |
| 新潟県         | 新潟総合テレビ(NST)     | フジテレビ系列                 | 金曜日 19:57 - 20:54 | 同時ネット |
| 長野県         | 長野放送(NBS)           | フジテレビ系列                 | 金曜日 19:57 - 20:54 | 同時ネット |
| 静岡県         | テレビ静岡(SUT)         | フジテレビ系列                 | 金曜日 19:57 - 20:54 | 同時ネット |
| 富山県         | 富山テレビ(BBT)         | フジテレビ系列                 | 金曜日 19:57 - 20:54 | 同時ネット |
| 石川県         | 石川テレビ(ITC)         | フジテレビ系列                 | 金曜日 19:57 - 20:54 | 同時ネット |
| 福井県         | 福井テレビ(FTB)         | フジテレビ系列                 | 金曜日 19:57 - 20:54 | 同時ネット |
| 中京広域圏     | 東海テレビ(THK)         | フジテレビ系列                 | 金曜日 19:57 - 20:54 | 同時ネット |
| 近畿広域圏     | 関西テレビ(KTV)         | フジテレビ系列                 | 金曜日 19:57 - 20:54 | 同時ネット |
| 島根県・鳥取県 | 山陰中央テレビ(TSK)     | フジテレビ系列                 | 金曜日 19:57 - 20:54 | 同時ネット |
| 岡山県・香川県 | 岡山放送(OHK)           | フジテレビ系列                 | 金曜日 19:57 - 20:54 | 同時ネット |
| 広島県         | テレビ新広島(TSS)       | フジテレビ系列                 | 金曜日 19:57 - 20:54 | 同時ネット |
| 愛媛県         | テレビ愛媛(EBC)         | フジテレビ系列                 | 金曜日 19:57 - 20:54 | 同時ネット |
| 高知県         | 高知さんさんテレビ(KSS) | フジテレビ系列                 | 金曜日 19:57 - 20:54 | 同時ネット |
| 福岡県         | テレビ西日本(TNC)       | フジテレビ系列                 | 金曜日 19:57 - 20:54 | 同時ネット |
| 佐賀県         | サガテレビ(STS)         | フジテレビ系列                 | 金曜日 19:57 - 20:54 | 同時ネット |
| 長崎県         | テレビ長崎(KTN)         | フジテレビ系列                 | 金曜日 19:57 - 20:54 | 同時ネット |
| 熊本県         | テレビくまもと(TKU)     | フジテレビ系列                 | 金曜日 19:57 - 20:54 | 同時ネット |
| 鹿児島県       | 鹿児島テレビ(KTS)       | フジテレビ系列                 | 金曜日 19:57 - 20:54 | 同時ネット |
| 沖縄県         | 沖縄テレビ(OTV)         | フジテレビ系列                 | 金曜日 19:57 - 20:54 | 同時ネット |
| 大分県         | テレビ大分(TOS)         | フジテレビ系列／日本テレビ系列 | 金曜日 19:57 - 20:54 | 同時ネット |